# 袋貘
袋貘是袋貘屬（學名：Palorchestes，又称古袋鼠屬）的陸生草食性動物。牠們是澳洲的特有種，生存於中新世晚期至更新世。

## 特徵
袋貘是有袋類，差不多大如馬，約長2.5米。牠們是草食性動物，四肢強壯。其鼻骨顯示牠們有一個長鼻子。由於牠們與貘並非親屬，鼻的形狀是趨同演化的結果。袋貘的前肢有很大的爪，可能是用來拉低樹葉及抓開樹皮。

## 發現
袋貘的化石是在澳洲的納拉寇特洞穴國家公園發現。袋貘是由理查·歐文（Richard Owen）所命名，他最初認為其顎部碎片是屬於史前袋鼠。後來發現其顱後骨骼，才確認牠們是雙門齒目，而非袋鼠。

## 外部連結
- Australian Museum（页面存档备份，存于）